# Bezva finta
Bezva finta (v originále Hold-Up) je kanadsko-francouzský hraný film z roku 1985. Režíroval Alexandre Arcady. Film byl natočen podle povídky Quick Change od Jay Cronleye, podle které byl později natočen i film Rychlá změna s Billem Murrayem

## Děj
Grimm (Jean-Paul Belmondo) se rozhodne spolu se dvěma společníky – přítelem Georgem a jeho milenkou Lisou vykrást Kanadskou banku. George a Lisa jsou jako komplicové mezi návštěvníky banky v okamžiku, kdy Grimm převlečený za klauna vejde do banky, zajme strážného a hrozí, že vyhodí banku do povětří. Rukojmí zavře do sejfu. Během telefonického vyjednávání s policií ale pracuje na útěku. Objedná si pizzu, do které mu policie dává uspávací prostředek. Pizzu dá ale sníst strážnému a poté jej spícího propouští jako první z rukojmích. Druhým propuštěným rukojmím je George, který hraje hysterického. Tvrdí, že jej klaun bil a že hrozí všem zastřelením. Další propuštěnou je těhotná Lisa, která naopak tvrdí, že klaun se chová zdvořile. Čtvrtým propuštěným je stařík, který nechce vypovídat, dokud nezavolá manželce. V telefonní budce ale místo manželky zavolá policii a zjistíme, že jde o převlečeného klauna.
Trojlístek je sice i s penězi (které byly schovány v břiše „těhotné“ Lisy) venku z banky, ale musí se s nimi dostat na letiště a pak do Evropy. Cestu jim komplikují policejní zátarasy, tlustý řidič Lasky i natvrdlý taxikář Jeremie, takže letadlo stihne pouze Lisa s penězi. Ta ale v průběhu útěku zjistí, že George je jen ubohý hlupák a chce utéci jen s Grimmem, který tuto možnost odmítá, protože nehodlá svého přítele George zradit.

## Obsazení
| Jean-Paul Belmondo   | Grimm           |
| Kim Cattrall         | Lisa            |
| Guy Marchand         | Georges         |
| Jacques Villeret     | taxikář Jeremie |
| Jean-Claude de Goros | inspektor Fox   |
| Jean-Pierre Marielle | Simon Labrosse  |
| Tex Konig            | Lasky           |

## Hodnocení
Filmový magazín Záběr oslovil šest filmových kritiků z různých českých periodik a uveřejnil jejich hodnocení filmu s následujícím výsledkem:
| Jméno            | Působení v periodiku | Hodnocení     |
| ---------------- | -------------------- | ------------- |
| Stanislav Bensch | Záběr                | 2/5 hvězdiček |
| Jiří Frühauf     | Kino                 | 3/5 hvězdiček |
| Pavel Melounek   | Zemědělské noviny    | 2/5 hvězdiček |
| Věra Míšková     | Rudé právo           | 1/5 hvězdiček |
| Miloš Petana     | Scéna                | 2/5 hvězdiček |
| Eva Zaoralová    | Film a doba          | 1/5 hvězdiček |